# Herman (hrabstwo Shawano)
Herman – miasto w Stanach Zjednoczonych, w stanie Wisconsin, w hrabstwie Shawano.